# 环肋胡桃蛤
是弯锦蛤目银锦蛤科银锦蛤属的一种。主要分布于中国大陆、台湾，常栖息在水深60－150米。